# El Mesón, Michoacán de Ocampo
El Mesón är en ort i Mexiko.   Den ligger i kommunen Tingambato och delstaten Michoacán de Ocampo, i den södra delen av landet, 290 km väster om huvudstaden Mexico City. El Mesón ligger 1 638 meter över havet och antalet invånare är 281.
Terrängen runt El Mesón är huvudsakligen kuperad, men österut är den bergig. Runt El Mesón är det ganska tätbefolkat, med 78 invånare per kvadratkilometer. Närmaste större samhälle är Uruapan, 19,6 km väster om El Mesón. I omgivningarna runt El Mesón växer huvudsakligen savannskog.